# Crépy-en-Valois
Crépy-en-Valois é uma comuna francesa na região administrativa de Altos da França, no departamento de Oise. Estende-se por uma área de 16.28 km². Em 2010 a comuna tinha 15 063 habitantes (densidade: 925,2 hab./km²).